# レオン・グヴァラ
レオン・グヴァラ（Leon Guwara、1996年6月28日 - ）は、ドイツ・ケルン出身、ガンビア代表のサッカー選手。SSVヤーン・レーゲンスブルク所属。ポジションはディフェンダー。

## 経歴

### クラブ
2014年よりヴェルダー・ブレーメンで育成され、2016年2月5日、リーグ第20節ボルシアMG戦にてデビューしたが、試合は1-5と大敗を喫している。
2018年7月1日、FCユトレヒトと3年契約を交わした。

### 代表
2021年6月5日、ニジェール代表との親善試合でガンビア代表として初出場。

## 人物
父親はガンビア人、母親はドイツ人のため、両国のパスポートを所持している。